# Pärsikivi
Pärsikivi era una aldea del municipio de Peipsiääre, situado en el condado de Tartu, Estonia. 
Fue disuelta por el Ministerio de Administraciones Públicas en 2017.